# دنیل جیمز
دنیل اوئن جیمز (انگلیسی: Daniel Owen James؛ زادهٔ ۱۰ نوامبر ۱۹۹۷) بازیکن فوتبال اهل ولز است که به صورت قرضی برای باشگاه فولام بازی می‌کند.

## باشگاهی

### سوانزی سیتی
او بعد از عملکرد خوب در آکادمی هال سیتی با مبلغ ۷۲ هزار پوند به تیم سوانزی پیوست. او در فصل ۲۰۱۶–۲۰۱۷ به عضوی جدایی‌ناپذیر از تیم زیر ۲۳ سال سوانزی تبدیل شد و به قهرمانی این تیم در لیگ برتر زیر ۲۳ سال و رسیدن به نیمه‌نهایی جام حذفی و یک چهارم نهایی جام اتحادیه کمک شایانی کرد.
بعد از عملکرد خوب در تیم رزرو، جیمز برای اولین بار در ژانویه ۲۰۱۶ در لیست ۱۸ نفرهٔ تیم اصلی سوانزی در جریان پیروزی این تیم در مقابل آکسفورد یونایتد در چارچوب رقابت‌های جام حذفی فوتبال انگلستان قرار گرفت. او علی‌رغم اینکه کل بازی را از روی نیمکت تماشا کرد، اما عملکرد خوب وی در تیم زیر ۲۲ سال باعث شد که باشگاه با وی یک قرارداد جدید سه ساله ببندد. در اکتبر ۲۰۱۶ وی در لیست تیمش در بازی مقابل استوک سیتی در لیگ جزیره قرار گرفت که این بازی را هم از روی نیمکت تماشا کرد.
در تاریخ ۳۰ ژوئن ۲۰۱۷، جیمز با یک قرارداد قرضی تا آخر فصل به تیم شروزبری تاون در لیگ دسته یک پیوست اما در ۳۱ اوت ۲۰۱۷ قراردادش را با رضایت طرفین فسخ کرد. دلیل فسخ قرارداد قرار نگرفتن وی در ترکیب اصلی تیم بود. او تنها یک بار در بازی مقابل ناتینگهام فارست در مرحله اول جام اتحادیه در لیست ۱۸نفره تیم قرار گرفت که در آن بازی هم به میدان نرفت.
در ۶ فوریه ۲۰۱۸ او با ورود تعویضی در بازی مقابل ناتس کانتی در چارچوب رقابت‌های جام حذفی کار خود را رسماً در تیم اصلی سوانزی آغاز کرد که این آغاز به کار همراه با گلزنی او در دقیقه ۸۲ و پیروزی ۸–۱ مقابل حریف بود.
او اولین بازی لیگ خود را در جریان تساوی بدون گل مقابل بیرمنگام سیتی در چمپیونشیپ انجام داد که این اتفاق در تاریخ ۱۷ اوت ۲۰۱۸ افتاد و در ۲۴ نوامبر ۲۰۱۸ اولین گل خود در لیگ را در جریان شکست خانگی مقابل تیم نورویچ به ثمر رساند. در ژانویه ۲۰۱۹ گراهام پاتر، سرمربی تیم سوانزی از باشگاه درخواست عقد قرارداد جدید با جیمز را کرد و این در حالی بود که اخبار انتقال وی به لیدز یونایتد منتشر شده بود. او در ۲۹ ژانویه ۲۰۱۹ دومین گل فصلش را مقابل بیرمنگام سیتی در جریان تساوی ۳–۳ به ثمر رساند.
در تاریخ ۳۱ ژانویه ۲۰۱۹ جیمز در آستانه پیوستن به لیدز یونایتد قرار گرفت که به دلایلی این انتقال لغو شد.

### منچستر یونایتد
جیمز در تاریخ ۶ ژوئن ۲۰۱۹ در تست‌های پزشکی باشگاه منچستر یونایتد شرکت کرد و با موفقیت این تست‌ها را پشت سر گذاشت. حدود یک روز بعد باشگاه منچستر یونایتد رسماً اعلام کرد که با دنیل جیمز و باشگاه سوانزی بر سر انتقال ۱۵ میلیون پوندی این بازیکن به اولدترافورد به توافق رسیده و حدود یک هفته بعد یک قرارداد پنج ساله با این بازیکن منعقد کرد.

#### فصل ۲۰۱۹–۲۰۲۰
دنیل جیمز پس از عقد قرارداد با باشگاه پیراهن شماره ۲۱ که پیش از این متعلق به آندر هررا هافبک اسپانیایی سابق منچستر یونایتد بود بر تن کرد.
جیمز به‌طور غیررسمی اولین بازی خود را برای منچستر در تور پیش فصل این تیم در مقابلپرث گلوری انجام داد که با برد دو بر صفر تیمش همراه بود. او دومین و سومین بازی خود را نیز به ترتیب مقابل لیدز یونایتد و اینتر میلان انجام داد که شیاطین سرخ در هر دو بازی پیروز از میدان خارج شدند و او در تمام بازی‌ها در ترکیب ابتدایی قرار داشت. بهترین عملکرد او در بازی‌های پیش فصل در جریان پیروزی ۲–۱ یونایتدی‌ها مقابل تیم تاتنهام بود که پاس‌های خطرناک و سرعت بالای او در مقابل مدافعان تیم لندنی باعث شد که چندین بار به شدت به روی او خطا شود که بدترین این برخوردها خطای سیسوکو، بازیکن تاتنهام بر روی او بود که موجب مشاجره بازیکنان دو تیم نیز شد که بعد از بازی سرمربی تیم تاتنهام از منچستر یونایتد به دلیل عملکرد خشن بازیکنانش عذرخواهی کرد.

### لیدز یونایتد
دنیل جیمز در ۳۱ اوت ۲۰۲۱ با مبلغ ۲۸ میلیون پوند به علاوه ۶ میلیون پاداش به لیدز یونایتد پیوست.

## تیم ملی
وی علی‌رغم متولد شدن در یورکشایر، به دلیل ملیت ولزی پدرش بازی برای ولز را انتخاب کرد.
او اولین بازی ملی خود برای ولز را تحت مربیگری رایان گیگز در نوامبر ۲۰۱۸ مقابل آلبانی انجام داد و اولین گل خود را در ۲۴ مارس ۲۰۱۹ مقابل اسلواکی در چارچوب مرحله مقدماتی جام ملت‌های اروپا ۲۰۲۰ به ثمر رساند.

## سبک بازی
جیمز به عنوان وینگر بازی می‌کند. همچنین وی توانایی بازی در پست هافبک هجومی را هم داراست.